# Caldazinha
Caldazinha es un municipio brasileño situado en el estado de Goiás. Según el censo de 2022, tiene una población de 4507 habitantes.